# Wapello
Wapello és una ciutat i seu del Comtat de Louisa (Iowa) dels Estats Units d'Amèrica.

## Demografia
Segons el cens dels Estats Units del 2000 Wapello tenia 2.124 habitants, 836 habitatges, i 572 famílies. La densitat de població era de 650,9 habitants/km².
Dels 836 habitatges en un 31,7% hi vivien nens de menys de 18 anys, en un 56,7% hi vivien parelles casades, en un 9,4% dones solteres, i en un 31,5% no eren unitats familiars. En el 27,2% dels habitatges hi vivien persones soles el 15,1% de les quals corresponia a persones de 65 anys o més que vivien soles. El nombre mitjà de persones vivint en cada habitatge era de 2,48 i el nombre mitjà de persones que vivien en cada família era de 3,02.
Per edats la població es repartia de la següent manera: un 25% tenia menys de 18 anys, un 9,6% entre 18 i 24, un 26,3% entre 25 i 44, un 21% de 45 a 60 i un 18,1% 65 anys o més.
L'edat mediana era de 37 anys. Per cada 100 dones de 18 o més anys hi havia 90,4 homes.
La renda mediana per habitatge era de 37.556 $ i la renda mediana per família de 45.395 $. Els homes tenien una renda mediana de 31.346 $ mentre que les dones 21.220 $. La renda per capita de la població era de 17.947 $. Entorn del 10% de les famílies i el 14,3% de la població estaven per davall del llindar de pobresa.

## Poblacions properes
El següent diagrama mostra les poblacions més properes.